# Peter Struck (Philosoph)

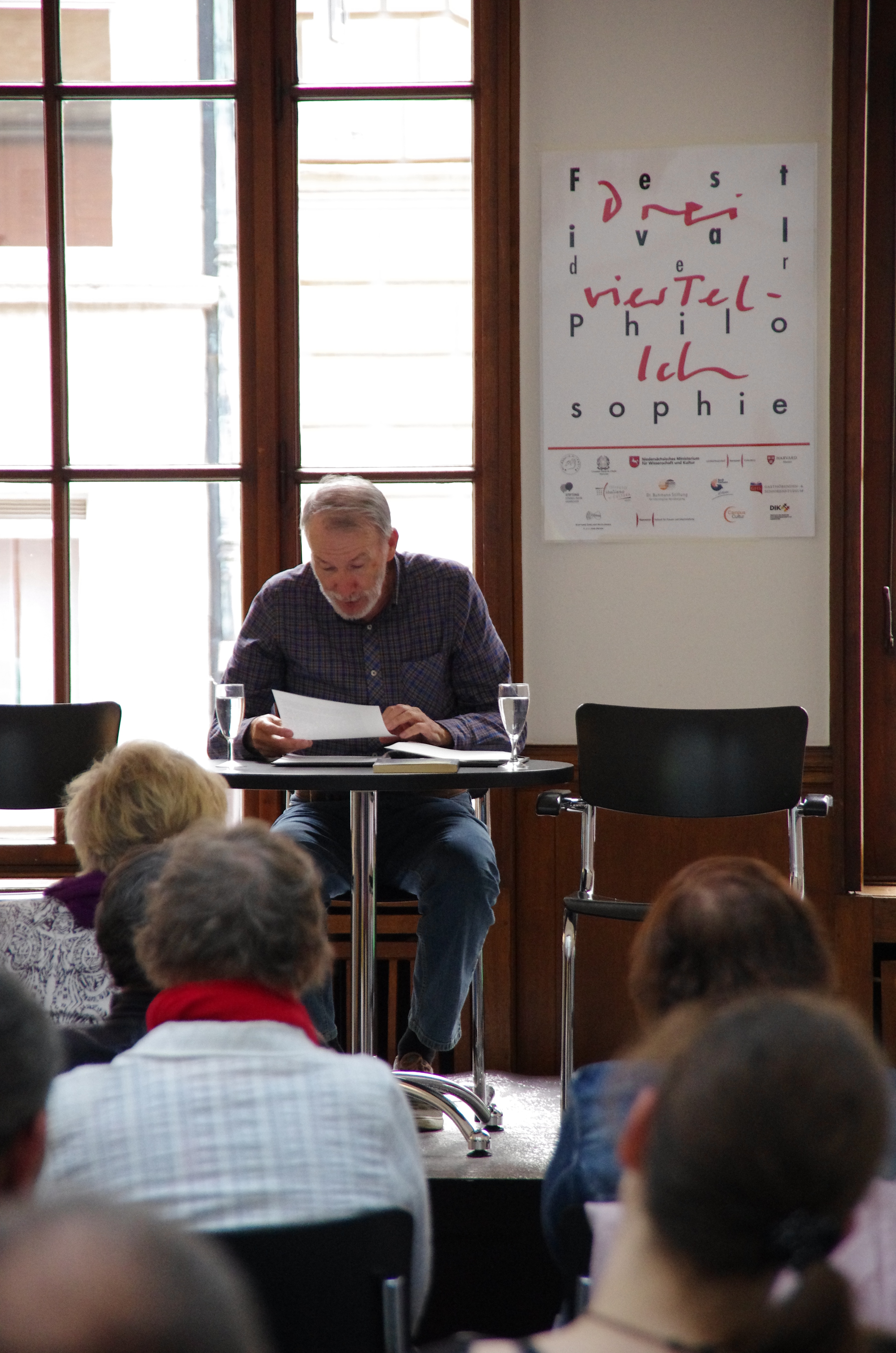
Peter Struck im 6. Festival der Philosophie Hannover

Peter Struck (* 5. Dezember 1943 in Ballenstedt) ist ein deutscher Philosoph, Autor und Lyriker.

## Leben
Peter Struck besuchte die Schule in Hannover, wo er 1963 sein Abitur am Kaiser-Wilhelm-Gymnasium ablegte. Er studierte dann Philosophie, Deutsche Literaturwissenschaft und Deutsche Sprachwissenschaft an der Philipps-Universität Marburg, an der Georg-August-Universität Göttingen, an der Universität Hamburg und an der Technischen Universität Hannover.
1975 schrieb er seine Magister Artium zum Thema F. C. Forbergs philosophischer Werdegang über Friedrich Karl Forberg. Damit würdigt er den Fichte-Gegner und Auslöser des Atheismusstreits von 1798 als Vertreter einer speziellen Kantauslegung.
Von 1977 bis 1983 war er Wissenschaftlicher Assistent am Philosophischen Seminar der (zunächst noch) Technischen Universität Hannover von Gerd-Günther Grau.
1986 promovierte mit einer Arbeit über Heinrich von Kleist mit dem Titel: Kleists Wahrheitskrise und ihre frühromantische Quelle.
Die Doktorarbeit erweist anhand eines Parallel-Leseverfahrens von Kleist-Briefen und William Lovell-Romantext, dass eine aufreibende, die Erkenntnisgewissheit erschütternde Passage des Tieck-Romanes Teil der Verursachung von Kleists sogenannter Kant-Krise ist: ob indes die ganze Ursache, steht weiter dahin.
Seit 2014 erscheint seine auf sechs Bände angelegte Ästhetik – „Gespräche zur Einführung in die apprehensive Kunsttheorie“.

## Schriften (Auswahl)
- Kleists Wahrheitskrise und ihre frühromantische Quelle (=Hochschulschrift), Signatur: H 86/2503 Frankfurt (Dissertation Universität Hannover [1985]), 219 Seiten, 21 cm.[1]
- Friedrich Carl Forberg. Wer steuerte die Zeitungsblätter aus verschiedenen deutschen Städten zu ForbergsKlatschrosen bei? (=LEIBNIZ-Bücherwarte), Bad Münder am Deister, 2007, ISBN 978-3-925237-21-8.
- Die Monstrosität des Kitsches. Gespräche zur Einführung in die apprehensive Kunsttheorie, Teil 3., Hannover, Wehrhahn-Verlag, 2014, ISBN 9783925237218.
- Auf welche Frage ist Ästhetik die Antwort? Gespräche zur Einführung in die apprehensive Kunsttheorie, Teil 1, Hannover, Wehrhahn-Verlag, 2015, ISBN 3865254497
- Das Kubismusproblem. Gespräche zur Einführung in die apprehensive Kunsttheorie, Teil 4, Hannover, Wehrhahn-Verlag, 2020, ISBN 978-3-86525-798-7